# Ke hvězdám: Svět na kolech
Ke hvězdám: Svět na kolech nebo jen Svět na kolech (anglicky Wheelworld) je vědeckofantastický román amerického spisovatele Harryho Harrisona vydaný v roce 1981. Jedná se o druhý díl třídílné knižní série Ke hvězdám navazující na první román cyklu s názvem Spoutaný svět (angl. Homeworld, 1980).
České vydání knihy zrealizovala společně nakladatelství United Fans (ISBN 80-86129-09-8) a Classic And (ISBN 80-86139-06-9) v roce 1997.

## Námět
Děj této knižní road movie se odehrává na zemědělské planetě Halvornök hvězdného systému β Aurigae. Vždy po čtyřech letech se musí místní obyvatelé kvůli stoupajícím teplotám přesunout na druhou polokouli, do zóny soumraku. Tentokrát to má háček, ze Země nepřiletěly lodě s potřebnými zásobami. Organizace cesty se ujme bývalý odborník na mikroelektroniku a inženýr Jan Kulozik. 

## Postavy
- Jan Kulozik – hlavní hrdina, velitel údržby
- Lee Ciou – rádiový technik
- Ivan Semjonov – hlava rodiny, staršina, velitel konvoje
- Krelšev – muž, který nahradil Ivana Semjonova po jeho návratu ze severní polokoule
- Chun Taekeng – hlava rodiny Taekeng
- Bruno Becker – hlava rodiny Becker
- Arma Nevalainen –  dívka z rodiny Becker
- Alžběta Mahrova – dívka z Mahrovy rodiny
- Hradil – vlivná žena, hlava Mahrovy rodiny
- Hein Ritterspach – kapitán proktorů
- Scheer – velitel proktorů po Ritterspachovi
- Lajos Nagy – řidič, mechanik
- Eino – strojník prvního vlaku
- Hyzo Santos – spojovací důstojník prvního vlaku
- Otakar – navigátor prvního vlaku
- Decio – mechanik, přeškolen z farmáře
- Vilho Heikki – strojník druhého vlaku
- Turtu – člen posádky druhého vlaku
- Ledon – staršina
- Debhu – velitel přiletivší kosmické lodi kolonistů
- dr. Rosbach – lékař
- Savas Tsiturides – lékař adept

## Děj
Děj se odehrává ve 3. tisíciletí. Jan Kulozik se po událostech z předchozího dílu ocitl na zaostalé zemědělské planetě Halvornök, kde absolutisticky vládne rada starších složená z vůdců několika početných rodin – rodinných klanů. Situace na planetě je napjatá, doposud nedorazily kosmické lodě, které měly odvézt vypěstované obilí a přivézt osivo, techniku, náhradní díly a zásoby. Lodě mají velké zpoždění, ale nelze již déle čekat, neboť zanedlouho se severní polokoule stane neobyvatelnou. Je potřeba přesunout se na základnu na jižní polokouli. Rozhodne se o odjezdu. Transport se realizuje pomocí několika silničních vlaků o cca 12 vozech. Velitelem konvoje je určen Ivan Semjonov, Kulozik je technickým poradcem, ovšem konvoj řídí de facto on. Je pro něj obtížné v krizové situaci spolupracovat s lidmi neuvyklými technickým záležitostem. Většinou mu nedůvěřují a někteří jdou přímo proti němu. Největší potíže má s velitelem proktorů (stráží) Hansem Ritterspachem. Prozatím z jejich sporu vyjde vítězně a Ritterspacha dočasně odstaví.
Konvoj veze potřebné vybavení základny a část obilí. Toho však není dostatek pro případ, že by lodě nakonec dorazily. Před vlakovým konvojem jedou těžké stroje (zvané tanky) s rypadly, plamenomety a dalším vybavením, které čistí a opravují silnici. Cesta se neobejde bez ztrát techniky i lidských životů. Nakonec Kulozik dopraví zbývající kolonu vozidel do stanice na jižní polokouli a chce se vrátit pro zbývající obilí. Na místě je obviněn ze vzpoury a smrti dětí během transportu. Prsty v tom má Ritterspach. Rada starších ovládaná ženou jménem Hradil rozhodne bez soudu o jeho vině a trestu smrti. Jan Kulozik se nevzdává a s loajálními techniky obsadí silniční vlaky. Pohrozí, že vyřadí veškerou techniku trvale z provozu, což by mělo fatální následky. Rada starších chce jeho hlavu, ale Kulozik si vymíní odjezd pro další várku obilí. Jede s ním i Ivan Semjonov a dívka Alžběta Mahrova, se kterou se během cesty ožení. Ačkoli je to proti místním zvyklostem, oddá je Ivan Semjonov, který se jízdy účastní po boku Kulozika.
Kulozik je po návratu s druhou várkou obilí zatčen. Čeká ho soud za „vraždu“ Ritterspacha, kterého předtím v sebeobraně zabil. Semjonov byl za oddání Jana s Alžbětou zbaven funkce hlavy rodiny a všech privilegií z toho vyplývajících. Soudci jsou Hradil, Taekeng, Krelšev (nahradil ve funkci Semjonova) a další dva muži, od nichž Kulozik nemůže čekat podporu. Ve věci zabití Ritterspacha je zproštěn viny, ale je obžalován a odsouzen k trestu smrti za velezradu a vyvolávání nepokojů. Na jeho obranu vystoupí Hyzo Santos, kterého usmrtí nový velitel proktorů Scheer. Kulozika čeká poprava – uškrcení garotou. Před vykonáním trestu smrti jej zachrání výsadek vojáků z kosmické lodi kolonistů vedený velitelem Debhuem. Lodě se zpozdily, protože se ve vesmíru rozhořela válka. Jednotlivé kolonie povstávají proti totalitnímu Společenství Země. Jan se zároveň dozví, že Hradil je ve skutečnosti agentka pozemské Bezpečnosti. Společenské změny na planetě Halvornök právě začaly.

## Prostředí
Zemědělská planeta Halvornök hvězdného systému β Aurigae nese v hvězdných katalozích jméno β Aurigae III a jedná se o třetí a jedinou obyvatelnou planetu ze šesti planet obíhajících modrobílou hvězdu. Má značný sklon osy 41° a oběžná dráha je velmi eliptická, tyto parametry způsobují neobvyklé účinky. Planetární den trvá 18 hodin.

Období léta i zimy trvá čtyři roky, střídají se pouze na pólech. Mezi póly v pásmu od 40° severní šířky do 40° jižní šířky panují vysoké teploty kolem 93° C. Jediným místem na planetě vhodným pro život je tak zóna soumraku, oblast kolem zimního pólu, kde je trvalé šero a teploty se pohybují průměrně kolem 24° C. Zde se mimořádně daří úrodě upraveného obilí. Rostliny s pozemským původem (životní forma na bázi uhlíku) předčí místní formy na bázi mědi. Vždy po čtyřech letech, kdy přijde na přivrácenou polokouli léto, se stane její pól neobyvatelný a je nutno přestěhovat téměř celou stanici na opačný pól, než se zase změní roční období.
Halvornök má podobnou gravitační přitažlivost jako Země. Je sice větší, ale má menší hustotu. Kolem obou pólů v zónách soumraku se rozkládají dva světadíly, jinak je povrch planety pokryt oceány (s výjimkou několika řetězců ostrovů). Kvůli potřebě neustálého cestování od jednoho pólu ke druhému byl Halvornök značně terraformován. Planetární inženýrství se uplatnilo zejména při stavbě „mostu“ mezi oběma kontinenty. Gravitronické bomby vyvolaly sesimickou aktivitu, jejímž výsledkem byl nově vzniklý řetězec ostrovů. Jejich čnící vrcholy byly zarovnány pomocí vodíkových bomb a fúzní děla dokonala přerod těchto ostrovů v jednolitou kamennou dálnici 27 000 km dlouhou.
Halvornök zajišťuje potraviny pro další kolonizované světy. Obyvatelstvo tvoří farmáři, jejichž životní náplní je pěstovat obilí. Práce končí, když si pro úrodu přiletí kosmické lodě, které dovezou zásoby, osivo, pohonné jednotky, nové stroje a náhradní díly. Při příletu lodí (pouze v tuto dobu) se pořádá slavnost a uzavírají se sňatky. Po jejich odletu se stanice připraví na velkou migraci – dlouhou cestu na opačnou polokouli. Ke většině budov je přimontován kolový podvozek, vzniknou tak vagony tažené lokomotivou, která v čase zemědělství funguje jako atomová elektrárna. Na cestu je připraveno několik silničních vlaků, každý po 12 vagonech. Na místě zůstávají pouze skladiště strojů a obilná sila.
Farmáři jsou obyčejní lidé bez vzdělání. Vládne rada starších složená z vůdců několika početných rodin – rodinných klanů. Značná část rodin lpí na starých pozemských zvycích, ty nejkonzervativnější dokonce preferují pokrevní sňatky. Bylo žádoucí, aby na planetě zajišťující obživu i dalším oběžnicím nevznikaly žádné problémy. Proto se zde implementovala poslušná až otrocká kultura. Jakýmkoli i vynuceným změnám se místní společnost přizbůsobuje velmi obtížně.